# Наталија Ковшова
Наталија Венедиктовна Ковшова (рус. Ната́лья Венеди́ктовна Ковшо́ва; Уфа, 26. новембар 1920 — Парфински рејон, 14. август 1942), совјетски снајпериста, учесница Великог отаџбинског рата и херој Совјетског Савеза. Погинула је борећи се до последњег метка, заједно са Маријом Поливановом, па су заједно проглашене за хероје.

## Биографија
Наталиа Ковшова је рођена 26. новембра 1920. године у Уфи, али се убрзо након њеног рођења породица се преселила у Москву. Потицала је из револуционарне породице. Њена мајка Нина Ковшова (1902—1951) је такође била из револуционарне породице и била је омладинки руководилац у јужном Уралу. Отац Венедикт (1898—1971) је био револуционар и учесник Грађанског рата. Био је партијски руководилац и политички комесар неких јединица Црвене армије, а од 1931. године је био на школовању у Москви. Још 1927. је под оптужбом да је припадник троцкистичке опозиције био искључен из СКП(б), али је 1935. поново враћен у чланство. Године 1949. је био ухапшен до 1954. је био у логору као политички затвореник, а рехабилитован је 1955. године. Њен деда Виталиј Ковшов (1894—1920), је био револуционар и херој Грађанског рата, а након погибије је сахрањен у Кремаљској некрополи.
Године 1940. је завршила школу у Москви и почела да ради у Истраживачком институт за авијацијске технологије, која је била основана крајем јесени исте године. Радила је као инспектор кадровског одељења и 1941. године се припремала за полазак у Московски ваздухопловни институт.
Одмах на почетку Великог отаџбинског рата, 1941. године добровољно се пријавила у Црвену армију и упућена је на полагање снајперског курса. Октобра 1941. године када су се немачке јединице приближиле Москви и када је отпочела битка за Москву, Марија је укуљчена у тада формирану Трећу московску комунистичку стрељачку дивизију, која је тада била формирана од добровољачких батаљона, које су чинили студенти, професори, помоћни радници и ученици. Након одбране Москве, јануара 1942. године је била пребачена у 528. стрељачки пук, који је био у саставу 130. стрељачке дивизије на Северно-западном фронту. Током времена знатно је овладала снајперским вештинама и избацила је из строја 167 непријатељских војника и официра.
Дана 14. августа 1942. године, током борбе код села Сутоки у Новгородској области командант снајперске групе је био избачен из борбе, па је команду над групом снајпера преузела је Наталија Ковшова. Немци су тада извршили јак контранапад. Иако је група снајпера убила велики број немачких војника, убрзо је преостало само троје снајпера — Наталија, Марија Поливанова и рањени Новиков, који више није могао да пуца. Видевши да немају излаза, усред јаког немачког напада, Наталија и Марија су се договориле да се боре до краја. Упркос повредама наставиле су санјперску борбу. Када су их потпуно окружили немачки војници, оне су узеле четири последње бомбе и две су бациле на Немце, а са последње две су извршиле самоубиство.
Борећи се до самог краја Наташа и Маша су постале симбол хероизма совјетских бораца, па су Указом Президијума Врховног Совјета СССР-а 14. фебруара 1943. године постхумно биле проглашене за хероје Совјетског Савеза и аутоматски одликоване Орденом Лењина.
Након погибије, заједно с Маријом Поливановом  је сахрањена је у селу Кововичино, код Новогорда.